# Colonne de l'Immaculée Conception (Palerme)
La Colonna dell'Immacolata ou colonne de l'Immaculée Conception est un monument de Palerme situé Piazza San Domenico dans le quartier de La Loggia.  

## Histoire
La colonne a été construite en 1728 pour remplir la place qui semblait très nue en lien avec les travaux de rénovation de la façade de l'église San Domenico. Le monument est composé d'une grande base en marbre surmontée d'une haute colonne, toujours en marbre, au sommet de laquelle se trouve la statue en bronze de l'Immaculée Conception, toute la structure conçue en 1724 par Tommaso Maria Napoli et construite par Giovanni Amico. Le projet original comprenait le corps de la colonne monolithique beaucoup plus allongé, les Pères dominicains ont placé une hauteur afin de rendre visible la statue de la Vierge du maître-autel lors de l'office des fonctions sacrées. 

## Images

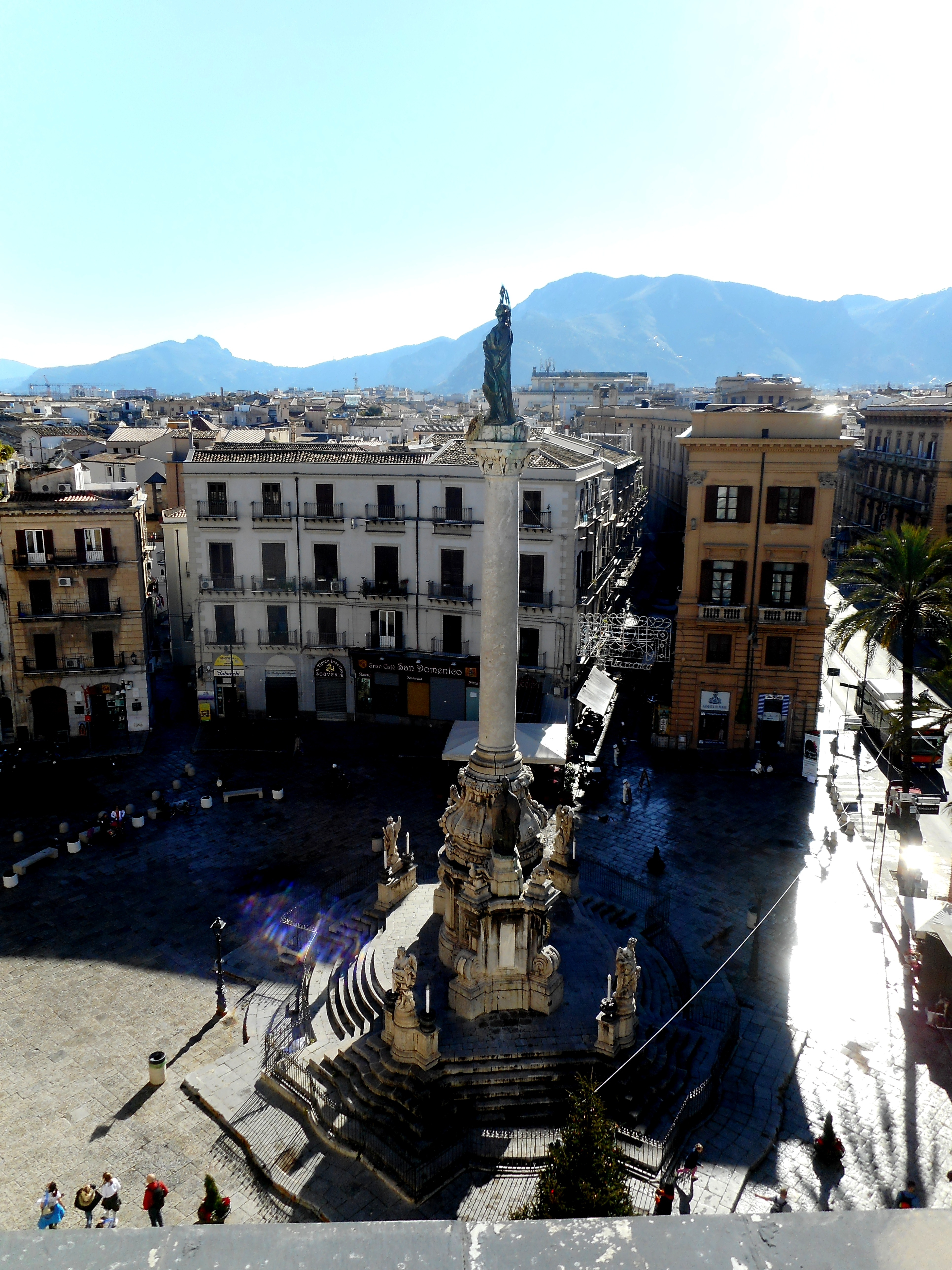
Colonne de l'Immaculée Conception d'en haut.

## Articles associés
- Place San Domenico
- Église San Domenico de Palerme